# Strikeforce Challengers 8
Strikeforce Challengers 8（ストライクフォース・チャレンジャーズ・エイト）は、アメリカ合衆国の総合格闘技団体「Strikeforce」の大会の一つ。2010年5月21日、オレゴン州ポートランドのローズガーデンで開催された。

## 大会概要
本大会ではマット・リンドランドとケビン・ケーシーによるミドル級ワンマッチが組まれた。
MFCウェルター級王者パット・ヒーリー、キャリア7戦全勝のロジャー・ボウリングがStrikeforceデビュー。

## 試合結果

### プレリミナリィカード
第1試合 3分3R
○  ハムザ・サリム vs.  リー・フローレス ×
3R終了 判定3-0
第2試合 3分3R
○  パトリック・ウィッティントン vs.  ジェイソン・ランバート ×
1R 1:39 三角絞め
第3試合 3分3R
○  デビッド・ロイド vs.  ジェイ・シェーファー ×
3R終了 判定3-0
第4試合 3分3R
○  ブレイン・マッキントッシュ vs.  ベン・モーガン ×
3R終了 判定2-1
第5試合 ライトヘビー級 5分3R
○  プロ・エスコベド vs.  ジェイソン・シャープ ×
3R終了 判定3-0

### メインカード
第6試合 ライト級 5分3R
○  パット・ヒーリー vs.  ブライアン・トラバーズ ×
3R終了 判定3-0
第7試合 ウェルター級 5分3R
○  タレック・サフィジーヌ vs.  ネイト・ムーア ×
2R 1:21 KO（右ストレート）
第8試合 ウェルター級 5分3R
○  ロジャー・ボウリング vs.  ボビー・ヴォルカー ×
3R 1:38 負傷判定3-0
第9試合 ウェルター級 5分3R
○  タイロン・ウッドリー vs.  ネイサン・コイ ×
3R終了 判定2-1
第10試合 ミドル級 5分3R
○  マット・リンドランド vs.  ケビン・ケーシー ×
3R 3:41 TKO（レフェリーストップ：パウンド）